# Теспий
Теспий (на старогръцки: Θέσπιος; на латински: Thespios) в древногръцката митология е син на царя на град Атина Ерехтей и Пракситея, една Наяда.
Той е брат на Кекроп, Орней, Метион, Сикион, Пандор, Алкон, Евпалам, Прокрида, Креуса, Орития, Хтония, Протогенея, Пандора и Меропа.
Теспий става цар на Теспия в Беотия и се жени за Мегамеда, дъщерята на Арней.
Теспий и Мегамеда имат 50 дъщери, наричани Теспиади (Θεσπιάδες). Теспий иска дъщерите му, Теспиадите, да имат деца от героя Херакъл. Херакъл убил по негова поръчка Немейския лъв, който изяждал кравите на планината Китерон, за което Теспий му бил обещал да спи по една нощ с всяка от 50-те му дъщери. Всяка от дъщерите родила след това по един син, една родила близнаци. Само една отказала и станала жрица в храма на Херакъл. 40 сина отиват, водени от Йолай в Сардиния, където заселили местността Йолей.
Имената на дъщерите и техните синове от Херакъл:
- Aischreis, майка на Левкон
- Аглая, майка на Антиад
- Антея, майка на Еврипил
- Антиопа (Антипа), майка на Менипид
- Антимаха, майка на Булей
- Антиопа, майка на Атид
- Архедика, майка на Династ
- Аргела, майка на Никодром
- Асибия, майка на Алопий
- Атрома (?), майка на Келевстанор
- Хрисеис, майка на Орей
- Елевхея (Терпсикратеа ?) – Евриопс
- Еона, майка на Ментор
- Епилаис, майка на Астианакс
- Ерасипа, майка на Ликург
- Ерато, майка на Асопид
- Евбоя, майка на Олимп
- Евбота, майка на Еврипил
- Еврибия, майка на Полилай
- Еврика, майка на Пилос
- Ексола, майка на Клеолай
- Халократа, майка на Линкей
- Хеликонес, майка на Олимп
- Хесихея, майка на Фалиас
- Хиподрома, майка на Телевтагор
- Хипократа, майка на Хипозиг
- Клитипа, майка на Еврикап
- Крата, майка на Йобес
- Ланомена, майка на Телес
- Лаотое, майка на Ифис (Алопий ?)
- Левкипа, майка на Еврител
- Лиса, майка на Евмед и Креонт (?)
- Лизидика, майка на Ентредид
- Марса, майка на Буколой
- Мелина, майка на Лаомедон
- Метис, майка на Калес
- Ника, майка на Олимп
- Никипа, майка на Патрокъл
- Панопа, майка на Трисип
- Патро, майка на Архемах
- Филеис, майка на Тигасис
- Пракситеа, майка на Лисипос
- Прокрис, майка на Антилеон и Хипей
- Пирипа, майка на Нефос
- Стратоника, майка на Атром
- Терпсикрата, майка на Оестребел
- Токсикрата, майка на Ликий
- Тифиса, майка на Аместрий
- Ксантис, майка на Евритрас